# Gjallarhorn (band)
Gjallarhorn is een epische vikingmetalband uit Italië. De teksten van deze Italiaanse band gaan over de Noorse mythologie en vooral over Ragnarok. De band is in 2003 opgericht door Fenrir en Vali en in 2004 voegden ze zich bij het label Dragonheart records.

## Bandleden
- Vali of Deathmaster: Vocalen,gitaar (speelt ook in Doomsword, Warhammer, Agarthi en Fiurach).
- Fenrir: Keyboard en achtergrondzang.
- Nidhoggr: Basgitaar en achtergrondzang.
- Gungnir of Wrathlord: Drums ( speelt ook in Doomsword)

## Discografie
- Nordheim (2005)